# 戶口調查簿
戶口調查簿為台灣日治時期由臺灣總督府為管轄台灣人民所制定的人口調查資料，也是台灣歷史上首次的全方位戶口調查資料。

## 歷史
1895年马关条约簽訂後，日本獲得歷史上的第一塊殖民地，但台灣與日本本土的習俗、文化及語言均不相同，旋即受到了台灣人的武力抵抗，明治36年（1896年）日本在台灣制定《臺灣住民戶口調查規則》為臺灣歷史上首次制定的戶籍法規，之後又於明治36年（1903年）公布《戶口調查規程》為之後的戶口調查做準備。

## 類型
戶口調查簿依照類型可區分為兩種：
1. 本籍戶口調查簿－黑色印刷，紀錄設籍於臺灣之本籍者，以戶主為本，按戶編制，依地番號順序裝訂。
2. 寄留戶口調查簿－紅色印刷，紀錄未設籍於臺灣之寄留者（外國人、日本人、朝鮮人等），以世帶主為本，按世帶編制，依地番號順序裝訂。

其中依照版面設計可再各自區分出甲乙兩號（寫於調查簿之右下方框內），甲號為首頁，寫有戶籍地址，乙號為第二頁（含以上），僅有住戶資料的表格，用於人口眾多的戶口資料。
而本籍戶口調查簿可在以大正9年為分界線，再區分出兩種不同版本的新舊版戶籍資料簿，差異在於因戶口調查法的更改，而修改其中的內容資料：
1. 舊簿－廳制時期，記載明治38年（1905年）至大正9年（1920年）間的戶口資料，寫有種族、種別、及是否有吸食鴉片及纏足等詳細內容，只有警察單位才可閱覽。
2. 新簿－州制時期，記載大正9年（1920年）至昭和20年（1945年）間的戶口資料，沒有種族、種別、及是否有吸食鴉片及纏足等詳細內容，可開放大眾閱覽，可當作戶口之戶籍證明使用。

其中若是原先登記時是使用舊簿的戶口，在1920年後也無其他更換成新簿的必要性，則會繼續使用舊簿格式使用，但會將原先的種族、種別等詳細欄位塗黑。
而1920年之後的警察單位則會有一本戶口調查副簿，上面依然記有原先的詳細內容。

## 內容欄位
戶口調查簿有以下欄位：
| 原文                       | 意思                                                 |
| 住所資料                   | 住所資料                                             |
| -------------------------- | ---------------------------------------------------- |
| 現住所                     | 現在所居住的地址                                     |
| 本居又ハ本國住所           | 戶籍所在地（一般同上）                               |
| 族稱                       | 用於日本人，台灣人空白                               |
| 戶主トナリタル年月日事由   | 成為戶主的時間及原因                                 |
| 個人資料（新舊簿資料共有） |                                                      |
| 姓名                       | 姓名                                                 |
| 續柄                       | 與戶主的關係（戶主則顯示為戶主，通常寫在第一直排）   |
| 前戶主トナ續柄             | 戶主與前任戶主之親屬關係                             |
| 續柄細別                   | 為易辨識與戶主關係及加註何人之配偶、子女、養子女等。 |
| 父                         | 父親姓名                                             |
| 母                         | 母親姓名                                             |
| 出生別                     | 出生別                                               |
| 生年月日                   | 出生年月日（使用日本紀年及陽曆）                     |
| 事由                       | 人物資料                                             |
| 個人資料（舊簿資料獨有）   |                                                      |
| 榮稱                       | 享有之榮譽稱號                                       |
| 職業                       | 職業類別                                             |
| 種族                       | 種族別                                               |
| 種別                       | 種別類型                                             |
| 種痘                       | 有無接種天花疫苗                                     |
| 阿片吸食                   | 是否有吸食鴉片（空白則無）                           |
| 纏足                       | 是否有纏足（空白則無）                               |
| 不具                       | 有無身心缺陷（空白則無）                             |

## 欄位類別
以下為各欄位之詳細內容介紹

### 族稱
族稱為日本人所使用的欄位，代表其於日本國內的地位及身分，有以下三種類別：
| 原文 | 含意                       |
| ---- | -------------------------- |
| 華族 | 為華族，即有爵位之貴族     |
| 士族 | 為士族，即武士等無爵位貴族 |
| 平民 | 一般日本百姓               |

### 種族
種族的認定依據目前稍未確定是以血緣為依據還是以語言為依據，但共有以下幾種類別：
| 原文 | 含意         |
| ---- | ------------ |
| 內   | 日本人       |
| 福   | 閩南裔臺灣人 |
| 廣   | 客家裔臺灣人 |
| 漢   | 臺灣其他漢人 |
| 熟   | 平埔族群     |
| 平   | 平埔族群     |
| 生   | 高山族群     |
| 高   | 高山族群     |
| 支   | 中國人       |
| 中   | 中國人       |
| 朝   | 朝鮮人       |
| 滿   | 滿洲人       |
| 米   | 美國人       |
| 獨   | 德國人       |
| 佛   | 法國人       |
| 外   | 其他外國人   |

### 種別
由警察人員依戶口實查結果分為三種填列，第一種每年查一次，第二種每六個月查一次，第三種每個月查一次。
| 原文 | 含意                                                                 |
| ---- | -------------------------------------------------------------------- |
| 一   | 官吏、公吏或有資產常識而行為善良者。                                 |
| 二   | 不屬第一種、第三種者。                                               |
| 三   | 受禁錮過之受刑人(顯有悔改者除外)需視察人或為其他警察人員特別注意者。 |

### 阿片吸食
是否獲得特許得以吸食鴉片的欄位，有以下幾種類別：
| 原文     | 含意                     |
| -------- | ------------------------ |
| 阿       | 吸食摻有鴉片的水煙特許者 |
| 鴉       | 吸食鴉片膏特許者         |
| （空白） | 無吸食鴉片特許者         |

### 纏足
婦女是否有纏足習慣，有三種類別：
| 原文     | 含意               |
| -------- | ------------------ |
| 纏       | 有纏足習慣         |
| 解       | 曾有纏足，現已解足 |
| （空白） | 不曾有纏足習慣     |

### 不具
有無身心障礙，有以下幾種類別：
| 原文     | 含意                 |
| -------- | -------------------- |
| 聾       | 聾啞、聾或啞。盲聾。 |
| 聾啞     | 聾啞、聾或啞。盲聾。 |
| 盲       | 失明                 |
| 痴       | 白痴                 |
| 瘋       | 瘋癲                 |
| （空白） | 無身心障礙           |

### 種痘
有無接種天花疫苗及次數等內容，有以下幾種類別：
| 原文     | 含意                                                                          |
| -------- | ----------------------------------------------------------------------------- |
| 一       | 明治43年（1910年）以前施行種痘者， 初種填「一」，再種填「二」，三種填「三」。 |
| 二       | 明治43年（1910年）以前施行種痘者， 初種填「一」，再種填「二」，三種填「三」。 |
| 三       | 明治43年（1910年）以前施行種痘者， 初種填「一」，再種填「二」，三種填「三」。 |
| 不感     | 出生後第一次種痘不感者（即無效者）。                                          |
| 十四感   | 大正14年（1925年）施行之種痘有感填 「十四感」，無感免記載。                   |
| （空白） | 大正14年（1925年）施行之種痘有感填 「十四感」，無感免記載。                   |
| 四四感   | 明治44年（1911年）以後種痘者。                                                |
| 四四不感 | 明治44年（1911年）以後種痘不感者。                                            |
| 痘       | 種痘後有痘瘡。                                                                |
| 感       | 感應粒數。                                                                    |
| 天       | 感染天花。                                                                    |

## 圖片

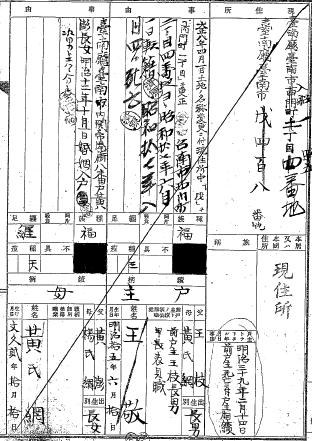
1906年沿用舊式調查簿格式的戶口調查簿（種別欄已塗黑）